# Tristan Guyard
 (janvier 2025).
Il peut être nécessaire de l'améliorer pour respecter le principe de neutralité de point de vue. Veuillez consulter la page de discussion pour plus de détails.

 (décembre 2019).
 (janvier 2025).
 (janvier 2025).
Pour les articles homonymes, voir Guyard.
Tristan Guyard, né le 1er février 1994 à Châteauroux (Indre, France), est un riverboarder français, double champion du monde, et quintuple champion de France de nage en eau vive (riverboarding). Depuis la création des premiers championnats du monde de la discipline en 2013, il est le seul athlète à remporter au classement général deux titres mondiaux consécutifs. Il est considéré par ses compères comme l’un des pionniers de ce sport et un influenceur majeur du riverboarding sur la scène internationale. Il s’agit du français le plus titré de l’histoire de ce sport.

## Biographie

### Jeunesse
Issu d’une famille berrichonne, son père Jacques, grand joueur de cornemuse et ancien professeur émérite de mathématiques dans le département de l’Indre, est désormais chef d’entreprise dans les luminaires festifs tandis que sa mère Anne est assistante de direction dans cette même structure. Tristan Guyard est le plus jeune d’une fratrie de trois enfants.
Il passe son enfance dans la commune d’Issoudun (Indre), où il poursuit un parcours scolaire brillant jusqu’au baccalauréat.
En effet, après une maternelle effectuée à l’école Léo Lagrange et une primaire à l’école Michelet, c’est durant ses années collège et lycées (collège et lycée Honoré de Balzac) que son cercle social se consolide. Celui jouera un très grand rôle dans sa réussite sportive future.
Tristan Guyard est titulaire d’un baccalauréat scientifique mention bien, manquant de peu la mention très bien (en dépit d’un 19 en spécialité mathématiques), la faute à un accident lors de son examen d’anglais qui lui valut la note de 2,5/20. Cela deviendra dès lors l’un de ses chevaux de bataille pour la suite de sa carrière sportive.
Ceci étant, le futur athlète s’oriente vers un DUT génie civil à l’IUT de La Rochelle où il y passe 3 années scolaires (à cause d’un redoublement en 2e année). Lassé du milieu marin peu adapté à sa pratique sportive, il décide de muter à l’IUT de Grenoble pour retenter d’obtenir son diplôme. C’est un nouvel échec cuisant qui entrainera une grande remise en question dans la tête de l’athlète, qui décidera par la suite de se consacrer uniquement à la pratique de son sport.

### Vie privée
Tristan Guyard est actuellement en couple.

## Parcours sportif

### Débuts
Tristan Guyard est depuis sa plus jeune enfance adepte des sports extrêmes, au mépris de sa propre intégrité physique, ce qui lui vaudra plusieurs séjours de longue durée à l’hôpital. Après un vif intérêt pour le monocycle freestyle où il laisse plusieurs cicatrices, il se tourne rapidement vers la natation puis la nage en eau vive à l’âge de 11 ans au club d’Issoudun.

### Pratique du riverboarding
Pionnier de ce sport, Tristan Guyard fait très tôt preuves de facilités lui permettant de se distinguer de ses concurrents locaux, notamment lors des épreuves de slaloms, qu’il estime être sa discipline favorite.
Après plusieurs compétitions locales et régionales, il rejoint rapidement l’équipe de France de Riverboarding en 2011, à l’âge de 17 ans.

### Distinctions notables[2]

#### Junior
- Championnat de France 2006 : vice champion descente, Champion de France slalom
- Championnat de France 2008 : vice champion descente, Champion de France slalom
- Championnat de France 2009 : vice champion de France de descente
- Championnat de France 2010 : champion de France de slalom, 3e de descente
- Championnat de France 2011 : 4e scratch toute catégorie, champion de France slalom, vice champion de France descente
- Championnat de France 2012 : Vice champion de France scratch (slalom), 3e scratch au championnat de France descente

#### Senior
- Championnat de France 2013 : 3e scratch championnat de France slalom.
- Championnats du Monde 2013, Indonésie (4 épreuves) :
  - Slalom vice champion du monde
  - Boardercross vice champion du monde
  - Fresstyle : 7e
  - Endurocross : 7e
  - Classement final 3e[3]
- Championnat de France 2014 : Vice champion de France descente
- Championnat de France 2015 : Vice champion de France slalom, Vice champion de France descente, 2e combiné slalom descente
- Championnat du Monde 2015, Guatemala (3 épreuves) :
  - Sprint : champion du monde
  - Boardercross : vice champion du monde
  - Enduro cross : vice champion du monde
  - Classement final : Champion du Monde[4]
- Championnat de France 2016 : Champion de France descente
- Championnat de France 2017 : Champion de France slalom
- Championnat de France 2018 : Champion de France de descente le 20 mai 2018 à Châteauneuf sur Cher
- Championnat du Monde 2018 Nouvelle-Zélande (4 épreuves) :
  - Slalom : Champion du Monde
  - Boardercross : Champion du Monde
  - Endurocross : Champion du Monde
  - Fresstyle : 5e
  - Classement final : Champion du Monde[5]

#### Distinctions extra-sportives
Tristan Guyard a été élu pendant 3 années consécutives « meilleur guide de haute rivière » sur la rivière du Vénéon (Alpes françaises), et a aussi obtenu un prix communal pour son engagement environnemental vis-à-vis de l’empreinte carbone, développant notamment les partenariats « circuits courts » au profit des entreprises locales.

#### Sponsors
Tristan Guyard a bénéficié d’un soutien local très fort, en obtenant lors de ses premiers championnats du monde un soutien financier conséquent (Ville d’Issoudun, E. Leclerc Issoudun, Marcel TP, Le Café du Nord, Kebab l’Oriental des Fées, Epicerie Fine « Chez JD ») mais également le soutien de l’IUT de La Rochelle. Il obtiendra l’appui d’un sponsor américain qui lui fournira vidéos promotionnelles et équipement, Face Level Industries (jusqu’en 2018).
Il manque de peu la sponsorisation par le géant Redbull, pour cause de jeunesse de la discipline.

#### Changement de discipline: le Kayak
Après avoir rafler toutes les distinctions possibles en riverboarding, Tristan décide de se lancer en kayak afin d'atteindre le haut du classement dans une nouvelle discipline beaucoup plus connue. Après une seconde place par équipe lors du Derby du Vénéon 2018, Tristan s'entraine et annonce une première place devant son concurrent Thomas Neime lors de la seconde édition de l'Ubayak. Cependant c'est une tout autre issue qui l'attend, après 7 minutes d'efforts Tristan se retrouve séparer de son embarcation à quelques mètres de l'arrivée et passe la ligne d'arrivée à la nage en offrant une belle dédicace à sa discipline de prédilection. C'est même son mentor et entraineur Gauthier Lebegue qui viendra le sauver à l'aide de son flotteur, qui a su rester fidèle à l'hydrospeed. L'équipe de Tristan se retrouve loin derrière celle de Thomas Neime qui termine premier. 
Un coup dur pour l'athlète, qui après de nombreuses remises en question, décide d'arrêter sa carrière de kayakiste.

## Prochain championnat du monde
La prochaine localisation des championnats du monde de Riverboarding n’est pas connue à ce jour.